# Мичуринский (Пензенская область)
 Мичуринский  — посёлок Пензенского района Пензенской области. Административный центр Мичуринского сельсовета.

## География
Находится в центральной части Пензенской области, прилегая к юго-западной окраине областного центра города Пенза.

## История
Основан в 1950-е годы как Кривозерьевский плодопитомник, в 1960 году на его базе образован совхоз имени Мичурина. В 2004 году-518 хозяйств.

## Население
| 1959 | 1979  | 1989  | 1996  | 2002  | 2010  |
| ---- | ----- | ----- | ----- | ----- | ----- |
| 55   | ↗1159 | ↗1273 | ↗1419 | ↗1507 | ↗1677 |